# Lords of Black
Lords of Black är ett spanskt power metal-band från Madrid som grundades 2014 av sångaren Ronald Romero, gitarristen Tony Hernando (tidigare i Saratoga) och trummisen Andy C. (tidigare i Saratoga och Dark Moor). Bandet har idag släppt två studioalbum, det senaste via italienska skivbolaget Frontiers Records och har räknat med tyska gitarristen Roland Grapow som producent. 
2015 blev det klart att bandets sångare Ronald Romero blir ny sångare i Rainbow inför återföreningen.

## Medlemmar
Nuvarande medlemmar
- Antonio "Tony" Hernando – gitarr (2014–), basgitarr, keyboard (2018)
- Ronald "Ronnie" Romero – sång (2014–2019, 2020–)
- Daniel "Dani" Criado – basgitarr (2017–)
- Jo Nunez – trummor (2020–)

Tidigare medlemmar
- Victor Durán – basgitarr (2014–2015)
- Javier García – basgitarr (2016–2017)
- Andy C. (Andrés Cobos) – trummor, keyboard, piano (2014–2019)
- Diego Valdez – sång (2019)

## Diskografi
Studioalbum
- Lords of Black (2014)
- II (2016)
- Icons Of The New Days (2018)
- Alchemy of Souls, Part 1 (2020)

Musikvideor
- "The World That Came After"  (2014)
- "Merciless" (2016)
- "Everything You're Not" (2016)
- "Cry No More" (2016)
- "World Gone Mad" (2018)
- "Icons of the new days" (2018)
- "Dying To Live Again" (2020)
- "Into The Black" (2020)
- "Sacrifice" (2020)